# Подалгебра Картана
Подалгебра Картана — нильпотентная подалгебра Ли {\displaystyle {\mathfrak {a}}\subset {\mathfrak {g}}}, равная своему нормализатору:
- {\displaystyle \underbrace {[{\mathfrak {a}},[{\mathfrak {a}},[\dotsb ,[{\mathfrak {a}},{\mathfrak {a}}} _{n}]\dotsb ]]]=0} для некоторого {\displaystyle n\in \mathbb {N} } (нильпотентность),
- {\displaystyle \forall Y\not \in {\mathfrak {a}}\ \exists X\in {\mathfrak {a}}:\ \left[X,Y\right]\not \in {\mathfrak {a}}}(самонормализованность).

Понятие имеет большое значение для классификации полупростых алгебр Ли и в теории симметричных пространств. Названа в честь французского математика Эли Картана.
Эквивалентное определение: нильпотентная подалгебра {\displaystyle {\mathfrak {a}}\subset {\mathfrak {g}}} является подалгеброй Картана, если она равна своей нуль-компоненте Фиттинга, то есть множеству:
{\displaystyle {\mathfrak {g}}_{0}:=\left\{X\in {\mathfrak {g}}:\forall H\in {\mathfrak {a}}\;\;\exists n_{H,X}\in \mathbb {Z} ,\;\;(\operatorname {ad} H)^{n_{H,X}}(X)=0\right\},}
где {\displaystyle \operatorname {ad} } — присоединённое представление группы Ли.

## Свойства
Подалгебры Картана являются максимальными нильпотентными подалгебрами, то есть не содержатся в строго больших нильпотентных подалгебрах.
Произвольная конечномерная алгебра Ли над бесконечным полем имеет подалгебру Картана.
Для конечномерной алгебры Ли над алгебраически замкнутым полем характеристики 0 все подалгебры Картана являются сопряжёнными по автоморфизмам алгебры Ли и, в частности, являются изоморфными. Размерность алгебры Картана называется рангом алгебры Ли. В случае, если алгебра Ли разрешима, то эти свойства справедливы и для полей, не являющимися алгебраически замкнутыми. В тех же предположениях, произвольная максимальная нильпотентная подгруппа, размерность которой равна рангу алгебры Ли, является подгруппой Картана.
Образ подалгебры Картана при сюрьективном гомоморфизме алгебры Ли является подалгеброй Картана.
Если для конечномерной алгебры Ли над бесконечным полем {\displaystyle X\in {\mathfrak {g}}} является регулярным элементом, то есть элементом, для которого нулевая компонента Фиттинга эндоморфизму {\displaystyle \operatorname {ad} X} имеет минимальную размерность, то подалгебра {\displaystyle {\mathfrak {n}}(X,{\mathfrak {g}})}, элементами которой являются {\displaystyle Y\in {\mathfrak {g}}}, такие, что {\displaystyle \operatorname {ad} ^{n}X(Y)=0} для некоторого {\displaystyle n\in \mathbb {Z} }, является подалгеброй Картана. Для полей характеристики 0 все подалгебры Картана имеют вид как для соответствующего регулярного элемента {\displaystyle X\in {\mathfrak {g}}.} Каждый регулярный элемент принадлежит одной и только одной подгруппе Картана.
Если {\displaystyle k\subset K} является некоторым расширением поля, то подалгебра {\displaystyle {\mathfrak {a}}\subset {\mathfrak {g}}} является подалгеброй Картана тогда и только тогда, когда {\displaystyle {\mathfrak {a}}\otimes _{k}K} является подалгеброй Картана алгебры {\displaystyle {\mathfrak {g}}\otimes _{k}K.}

## Примеры
Любая нильпотентная алгебра Ли равна своей подалгебре Картана.
Подалгебра Картана общей линейной группы над некоторым полем является алгеброй диагональных матриц.
Подалгебра Картана алгебры Ли:
{\displaystyle {\mathfrak {g}}={\mathfrak {sl}}(n,\mathbb {C} )=\left\{A\in \mathrm {Mat} (n,\mathbb {C} ):\mathrm {Tr} (A)=0\right\}}
является подалгеброй диагональных матриц:
{\displaystyle {\mathfrak {a}}_{0}=\left\{\mathrm {diag} (\lambda _{1},\ldots ,\lambda _{n}):\lambda _{1}+\ldots +\lambda _{n}=0\right\}.}
Любая другая подалгебра Картана {\displaystyle {\mathfrak {a}}\subset {\mathfrak {sl}}(n,\mathbb {C} )} является сопряжённой к {\displaystyle {\mathfrak {a}}_{0}}.
Зато, например, в алгебре {\displaystyle {\mathfrak {sl}}(2,\mathbb {R} )} есть несопряжённые подалгебры Картана, в частности
{\displaystyle {\mathfrak {a}}_{1}=\mathbb {R} \left({\begin{array}{cc}1&0\\0&1\end{array}}\right)} и {\displaystyle {\mathfrak {a}}_{2}=\mathbb {R} \left({\begin{array}{cc}0&1\\1&0\end{array}}\right).}
Размерность алгебры Картана в целом не является максимальной размерностью абелевой подалгебры, даже для простых алгебр над полем комплексных чисел. Например, алгебра Ли {\displaystyle {\mathfrak {sl}}(2n,\mathbb {R} )} имеет подалгебру Картана размерности {\displaystyle 2n-1}, но размерность её абелевой подалгебры, состоящей из всех матриц вида {\displaystyle {0\ A \choose 0\ 0}}, где {\displaystyle A} — произвольная матрица размерности {\displaystyle n\times n}, равна {\displaystyle n^{2}}. Эта подалгебра не является подалгеброй Картана, поскольку строго содержится в нильпотентной подалгебре верхних треугольных матриц с нулевыми диагональными элементами.
Примером максимальной нильпотентной подалгебры, не являющейся подалгеброй Картана, может быть алгебра {\displaystyle {\mathfrak {h}}} матриц вида {\displaystyle \{aI_{n}+N\},} где {\displaystyle a\in \mathbb {R} ,\;\;}{\displaystyle I_{n}} — единичная матрица порядка {\displaystyle n}, а матрицы {\displaystyle N\in {\mathfrak {n}}} являются верхними треугольными с нулевыми диагональными элементами. Данные матрицы образуют абелеву подалгебру общей линейной группы и можно доказать, что эта алгебра является максимальной нильпотентной подалгеброй. Однако, если {\displaystyle Y} является диагональной матрицей, не все элементы которой равны, то {\displaystyle [Y,X]\in {\mathfrak {n}}\subset {\mathfrak {h}},\;\;\forall X\in {\mathfrak {h}},} хотя {\displaystyle Y\not \in {\mathfrak {h}}}, и второе требование в определении подалгебры Картана не выполняется.

## Полупростые алгебры Ли
Если {\displaystyle {\mathfrak {g}}} является полупростой алгеброй Ли над алгебраически замкнутым полем характеристики 0, тогда подалгебра Картана {\displaystyle {\mathfrak {a}}\subset {\mathfrak {g}}} является абелевой и образы присоединённого представления {\displaystyle \mathrm {ad} \colon {\mathfrak {g}}\to {\mathfrak {gl}}({\mathfrak {g}})}, ограниченного на {\displaystyle {\mathfrak {a}}}, является одновременно диагонализируемыми во множестве весовых векторов, причём {\displaystyle {\mathfrak {a}}} является собственным пространством, соответствующим весу {\displaystyle 0}. Также справедливо разложение в прямую сумму
{\displaystyle {\mathfrak {g}}={\mathfrak {a}}\oplus \bigoplus _{\alpha \in {\mathfrak {a}}^{*}}{\mathfrak {g}}_{\alpha }}
где
{\displaystyle \left[X,Y\right]=\alpha (X)Y\quad \forall X\in {\mathfrak {a}},Y\in {\mathfrak {g}}_{\alpha }}
и
{\displaystyle {\mathfrak {g}}_{\alpha }\not =0\Longrightarrow \alpha (X)\not =0\quad \forall X\in {\mathfrak {a}}.}
В частности, в случае
{\displaystyle {\mathfrak {g}}={\mathfrak {sl}}(n,\mathbb {C} )=\left\{A\in \mathrm {Mat} (n,\mathbb {C} ):\mathrm {Spur} (A)=0\right\},}
{\displaystyle {\mathfrak {a}}=\left\{\mathrm {diag} (\lambda _{1},\ldots ,\lambda _{n}):\lambda _{1}+\ldots +\lambda _{n}=0\right\}.}
Если обозначить {\displaystyle e_{ij}} матрицу с элементом {\displaystyle 1} в позиции {\displaystyle (i,j)} и другими элементами, равными {\displaystyle 0}, тогда разложение имеет вид:
{\displaystyle {\mathfrak {g}}={\mathfrak {a}}\oplus \bigoplus _{i\not =j}\mathbb {C} e_{ij}={\mathfrak {a}}\oplus \bigoplus _{\alpha \in {\mathfrak {a}}^{*}}{\mathfrak {g}}_{\alpha },}
где {\displaystyle \mathbb {C} e_{ij}={\mathfrak {g}}_{\alpha }} для веса:
{\displaystyle \alpha (\lambda _{1},\ldots ,\lambda _{n})=\lambda _{i}-\lambda _{j}.}